# May Club
May Club (Ｖ．Ｒ．デート 五月倶楽部メイクラブ VR Date - Gogatsu Club?) es un videojuego bishōjo japonés por desarrollado por Excellents Japan y distruibuido por Milky House, fue lanzado originalmente para la computadora japonesa NEC PC-9801 en 1995, fue relanzado para PC en 1999 con traducción al inglés y distribuido por JAST.
En 2001 Apricot relanzó el juego con mejores gráficos y añadiendo voces, esta versión nunca fue traducida aunque se puede jugar en inglés utilizando ViLE.
En 2002 JAST USA lanzó el juego junto con Nocturnal Illusion como parte de la compilación Milky House Memorial Collection.

## Argumento
El jugador asume el papel de Hajime, un hombre que está a punto de conseguir un trabajo a tiempo completo y está buscando una cita. Esto se hace introduciendo una máquina virtual en una atracción muy popular llamada "May Club" (juego de palabras de "hacer el amor"), donde los jugadores interactúan con personas de grandes distancias, como si estuvieran allí con ellos. El número de entradas para el acceso de mayo Club se limitan sin embargo, por lo que los jugadores deben planificar el momento de entrar en May Club para conocer a la mujer de su elección. Hay diez mujeres en todos y cada uno es muy diferente.
El juego es conocido por ser muy difícil, debido a la planificación necesaria en el momento de entrar al May Club para cumplir con la gente adecuada, ya que los jugadores pueden entrar en la mañana, la tarde o la noche en un día determinado. El juego tiene un límite de tiempo, y en una fecha determinada, el juego ha terminado, independientemente de si los jugadores lograron una novia o no.